# Kajana ekonomiska region
Kajana ekonomiska region (finska: Kajaanin seutukunta) är en av ekonomiska regionerna i landskapet Kajanaland i Finland. Folkmängden i regionen uppgick den 1 januari 2013 till 57 098 invånare, regionens totala areal utgjordes av 9 017 kvadratkilometer och därav utgjordes landytan av 7 540  kvadratkilometer.  I Finlands NUTS-indelning representerar regionen nivån LAU 1 (f.d. NUTS 4), och dess nationella kod är 182.

## Förteckning över kommuner
Kajana ekonomiska region  omfattar följande fem kommuner: 
- Kajana  stad
- Paltamo kommun
- Ristijärvi kommun
- Sotkamo kommun
- Vaala kommun

Samtliga kommuners språkliga status är enspråkigt finska.